# Planet Mu
Planet Mu è un'etichetta discografica britannica di musica elettronica fondata da Mike Paradinas (alias μ-Ziq).
L'etichetta ha iniziato come sussidiaria della Virgin. Sino a marzo 2007 ha avuto sede a Worcester per poi trasferirsi a Londra.

## Artisti principali
- Burial
- Jega
- Venetian Snares
- Hellfish
- Luke Vibert
- Phthalocyanine
- Nautilis
- Hrvatski
- The Doubtful Guest
- Barry Lynn
- Bizzy B
- Bong-Ra
- Chevron
- Ceephax acid crew
- Frog Pocket
- Italtek
- Milanese
- Remarc
- The Gasman
- Shitmat
- Vex'd